# لوكاس هالتر
لوكاس هالتر (بالبرتغالية: Lucas Halter‏) هو لاعب كرة قدم برازيلي في مركز الدفاع، ولد في 2 مايو 2000 في سالتو في البرازيل. لعب مع أتلتيكو باراناينسي.

## وصلات خارجية
- لوكاس هالتر على موقع إي إس بي إن إف سي (الإنجليزية)
- لوكاس هالتر على موقع قاعدة بيانات كرة القدم.إي يو (الإنجليزية)
- لوكاس هالتر على موقع ليكيب (الفرنسية)
- لوكاس هالتر على موقع Soccerway.com (الإنجليزية)